# Monte Brice
Monte Brice New York (États-Unis), 12 juillet 1891 – Londres (Royaume-Uni), 8 novembre 1962, est un scénariste, producteur, réalisateur et acteur américain.

## Biographie
Né en 1891 à New York, Brice écrit son premier scénario en 1920. En 1926, il est promu de scénariste à réalisateur et signe un contrat de cinq ans avec Famous Players-Lasky. Un article de 1928 indique qu'il a quitté Paramount Pictures et travaille en freelance.

## Filmographie partielle

### Comme scénariste
- 1924 : Riders Up (en)
- 1926 : Raymond s'en va-t-en guerre (Hands Up!) de Clarence G. Badger
- 1926 : Behind the Front
- 1926 : We're in the Navy Now de A. Edward Sutherland
- 1926 : Miss Brewster's Millions
- 1927 : Casey at the Bat
- 1926 : Raymond s'en va-t-en guerre (Hands Up!) de Clarence G. Badger
- 1927 : Sapeurs... sans reproche (Fireman, Save My Child) de A. Edward Sutherland
- 1928 : Tillie's Punctured Romance
- 1928 : Quand la flotte atterrit (The Fleet's In) de Malcolm St. Clair
- 1928 : Someone to Love (en)
- 1932 : Street Singer
- 1933 : Moonlight and Pretzels (en)
- 1933 : Take a Chance
- 1937 : Merry Go Round of 1938 (en)
- 1937 : Millionnaire à crédit (You're a Sweetheart) de David Butler
- 1939 : Night Work (en)
- 1942 : Sing Your Worries Away (en)
- 1943 : Is Everybody Happy? (en)
- 1944 : Beautiful But Broke (en)
- 1944 : Stars on Parade (en)
- 1945 : Eadie Was a Lady (en)
- 1945 : A Guy, a Gal and a Pal d'Oscar Boetticher Jr.
- 1945 : Radio Stars on Parade (en)
- 1945 : Mama Loves Papa (en)
- 1946 : Genius at Work (en)
- 1946 : Singin' in the Corn (en)
- 1947 : Hollywood en folie (Variety Girl) de George Marshall

### Comme producteur
- 1923 : Olympic Games
- 1924 : William Tell
- 1924 : Columbus and Isabella
- 1924 : Benjamin Franklin
- 1924 : Rip Van Winkle
- 1924 : Pocahontas and John Smith
- 1924 : Robinson Crusoe, de Bryan Foy
- 1924 : Anthony and Cleopatra
- 1924 : Omar Khayham
- 1925 : Rembrandt
- 1925 : Nero
- 1929 : Le Narcisse noir (Black Narcissus), de Paul Powell
- 1929 : Fowl Play
- 1930 : Honest Crooks
- 1932 : Street Singer
- 1932 : Down Memory Lane#1
- 1932 : Art Jarrett
- 1933 : The Hold-Up
- 1933 : I Know Everybody and Everybody's Racket
- 1933 : Beauty on Broadway
- 1933 : The Old Timers
- 1933 : Moonlight and Pretzels (en)
- 1933 : Peeking Tom
- 1933 : Boswell Sisters

### Comme réalisateur
- 1927 : Casey at the Bat
- 1929 : The Plasterers
- 1930 : The Golf Specialist
- 1932 : Morton Downey in America's Greatest Composers Series,#1
- 1932 : Street Singer
- 1932 : Morton Downey in America's Greatest Composers Series,#2
- 1932 : Down Memory Lane#1
- 1932 : Art Jarrett
- 1933 : Married or Single
- 1933 : The Hold-Up
- 1933 : I Know Everybody and Everybody's Racket
- 1933 : The Radio Murder Mystery
- 1933 : My Pal the Prince
- 1933 : Beauty on Broadway
- 1933 : The Old Timers
- 1933 : Take a Chance
- 1933 : Boswell Sisters
- 1935 : Sweet Surrender

### Comme acteur
- 1917 : The Magpie d'Edwin Stevens
- 1924 : Benjamin Franklin de Bryan Foy
- 1924 : Rip Van Winkle de Bryan Foy
- 1924 : Pocahontas and John Smith de Bryan Foy
- 1924 : Ponce de Leon de Bryan Foy
- 1947 : Les Exploits de Pearl White (The Perils of Pauline) de George Marshall